# Tigridia orthantha
Tigridia orthantha är en irisväxtart som först beskrevs av Lem., och fick sitt nu gällande namn av Pierfelice Ravenna. Tigridia orthantha ingår i släktet Tigridia och familjen irisväxter. Inga underarter finns listade i Catalogue of Life.